# 宮津湾
宮津湾（みやづわん）は、日本海の若狭湾西端部に位置する湾。京都府宮津市の市街地北方にあり、大手川が注いでいる。南北9.2キロメートル、東西2-3キロメートル。水深は10-20メートル。

## 地理

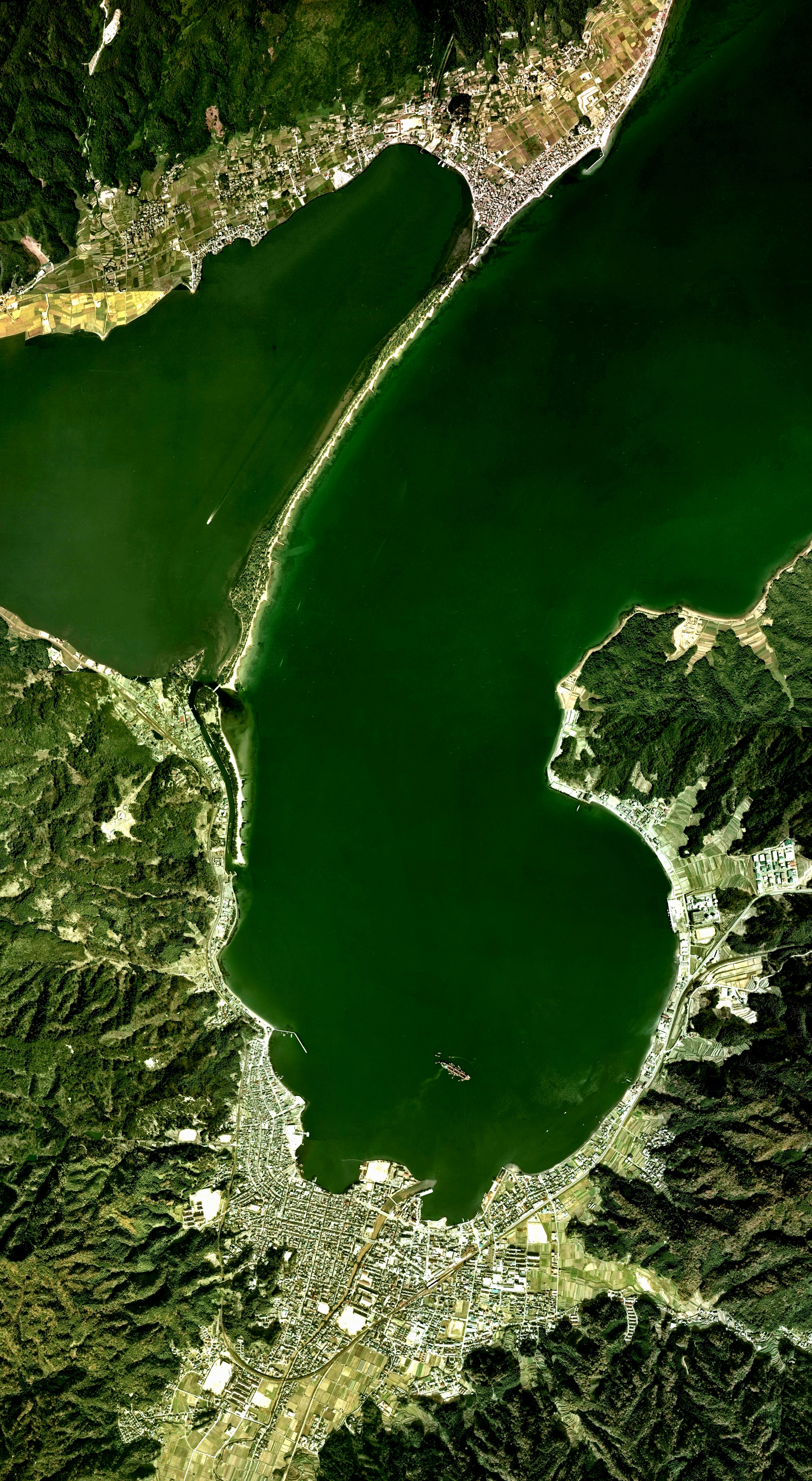
宮津湾（中央）と阿蘇海（左上）、宮津市街地（下）

丹後半島と栗田半島に挟まれた内湾である。日本三景の一つである天橋立によって、内海の阿蘇海と隔てられている。日本海が入り込んでできた。宮津湾と阿蘇海とは狭い水路でのみ繋がっている。宮津湾の東岸は岩石海岸であるが、西岸は砂浜海岸が発達している。

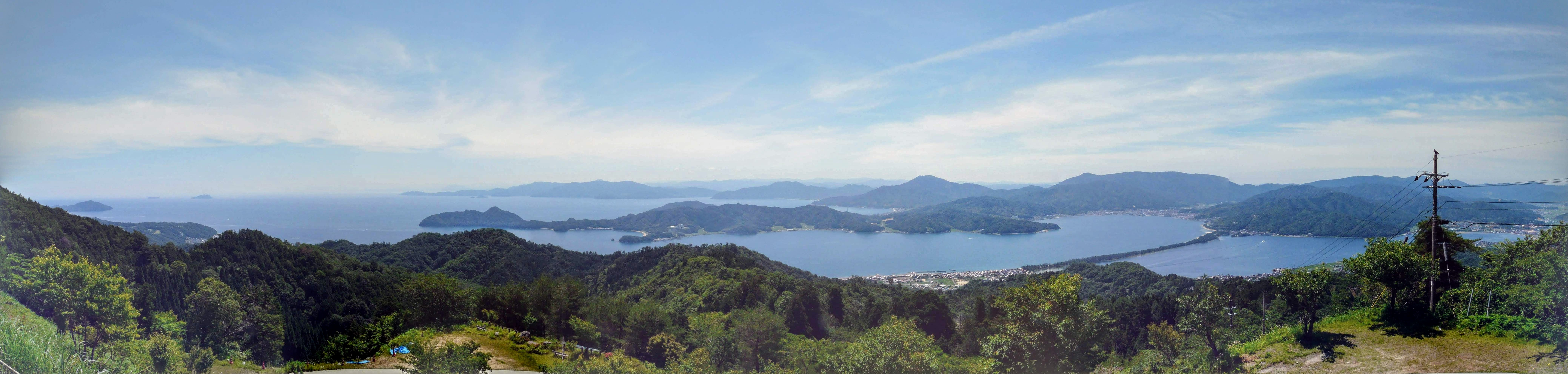
成相寺のパノラマ展望所から見た宮津湾

## 文化
かつては「与謝の海」とも呼ばれ、和歌の歌枕にもなった。
宮津湾では水産業が盛んであり、タイ類やナマコなどのほか、サワラ、アジ、イワシ、秋イカなどが水揚げされる。
毎年8月16日に、三大燈籠流しのひとつとも言われている「宮津燈籠流し花火大会」が開催されている。同大会では、宮津湾沖合いで約3000発のスターマインが打上げられる。天橋立の宮津湾側の砂浜は、日本三景では唯一の海水浴場である。
2016年には「京都宮津湾・伊根湾」が世界で最も美しい湾クラブへの加盟を認められた。